# Gare de Seltz
Gare de Seltz – przystanek kolejowy w miejscowości Seltz, w departamencie Dolny Ren, w regionie Grand Est, we Francji. Jest zarządzany przez SNCF i obsługiwany przez pociągi TER Grand Est.

## Położenie
Znajduje się na linii Strasbourg – Lauterbourg, na km 45,196 między stacjami Roppenheim i Munchhausen, na wysokości 124 m n.p.m.

## Historia
Linia między Strasburgiem a Lauterbourgiem zbudowana została przez Direction générale impériale des chemins de fer d’Alsace-Lorraine i została otwarta 25 lipca 1876.

## Linie kolejowe
- Linia Strasbourg – Lauterbourg
- Linia Mertzwiller – Seltz – linia zlikwidowana